# Compagnie de l'Ouest-Suisse

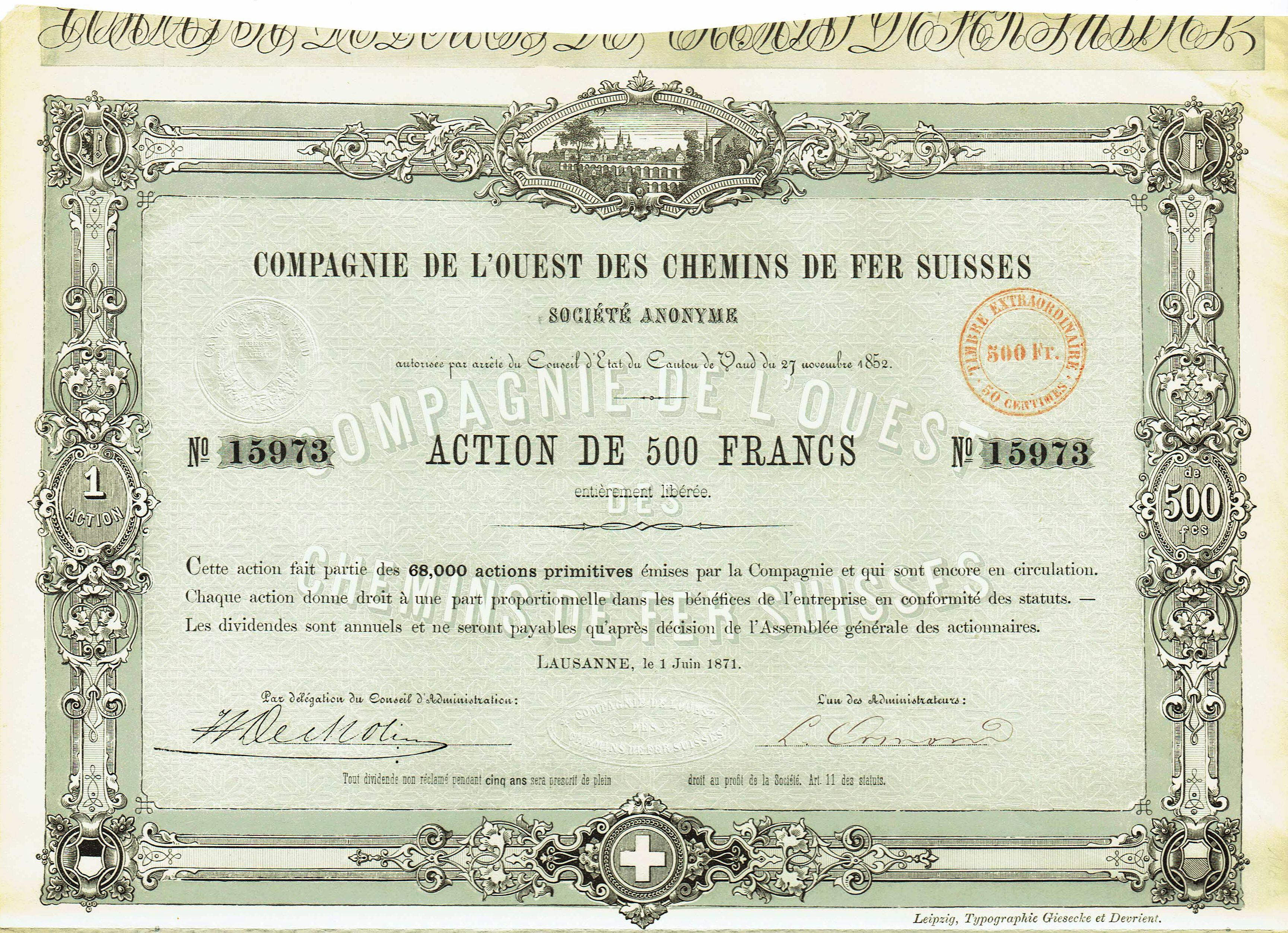
aandeel

De Compagnie de l'Ouest-Suisse (OS) was een Zwitserse spoorwegonderneming uit de periode van 1855 tot 1872.
De OS was met de bouw van spoortrajecten in westelijk Zwitserland belast.

## Geschiedenis
In 1854 kreeg de Compagnie de l'Ouest-Suisse (OS) van het kanton Vaud de concessie voor de spoorlijn van Lausanne naar Yverdon die verder zou lopen over Payerne en Murten naar Bern.
Het traject van Bussigny naar Yverdon werd in mei 1855 geopend en het traject van Bussigny over Renens naar Morges werd als trajectdeel van de Jurafusslinie op 1 juli 1855 geopend.
Het traject van Morges naar Coppet werd op 14 april 1858 geopend en het traject van Coppet naar Versoix werd op 25 juni 1858 geopend.
Het door de Chemin de fer Genève-Versoix (GV) bebouwde traject van Versoix naar Genève werd eveneens op 25 juni 1858 geopend waardoor de verbinding van Lausanne naar Genève compleet was.
Op 1 juli 1858 werd de Chemin de fer Genève-Versoix (GV) overgenomen door de Chemin de fer Lausanne-Fribourg-Berne (LFB).
Het traject van Villeneuve naar Bex werd op 10 juni 1857 geopend. Voor gebruik van het traject van Lausanne naar Villeneuve kon tot 1861 gebruikmaken van een boot over het meer van Genève.
Het traject van Bex naar de aansluiting bij Les Paludes in de richting St. Maurice werd op 1 november 1860 geopend. Het traject van Lausanne naar Villeneuve werd op 2 april 1861 geopend.
Door de fusie van drie spoorwegondernemingen namelijk de Compagnie de l Ouest-Suisse de Chemin de fer Lausanne-Fribourg-Berne (LFB) en de Compagnie Franco-Suisse ontstond op 1 januari 1872 de Compagnie Suisse Occidentale.